# Jean-Baptiste Tournassoud
Jean-Baptiste Tournassoud est un officier supérieur et photographe français, né le 3 mai 1866 à Montmerle-sur-Saône et mort le 5 janvier 1951 dans la même ville.

## Biographie
D'origine modeste, Jean-Baptiste est le fils d’Antoine Tournassoud, sabotier, et de Françoise Durand, dite Fanchette, lingère. Il est en 1879 premier du canton au certificat d'études primaires et suit une formation en menuiserie. Il se marie en 1901 avec Georgette Michel et devient père l’année suivante d’une fille prénommée Juliette.
Jean-Baptiste Tournassoud fait son service militaire an 1887 au 1er régiment d’artillerie du Génie[Quoi ?] à Avignon. En 1891, il est engagé volontaire. Entre 1892 et 1895, il sera affecté successivement à l’École militaire de l'Artillerie et du Génie à Versailles puis à la division du Train à Dole. Il est promu sous lieutenant et intègre le 7e escadron du Train. En 1905, il est promu capitaine en second au 14e escadron du Train à Lyon.
Tôt passionné par la photographie qu’il pratique avec son grand-père, Jean-Baptiste Tournassoud est un spécialiste des autochromes. Il s’installe à Lyon avant la Première Guerre mondiale. Très sociable, il côtoie Édouard Herriot et de nombreux artistes, et sera ami avec les frères Lumière. Polymathe de la photographie, il fut photographe militaire, animalier, paysagiste, portraitiste, photojournaliste et photographe industriel.

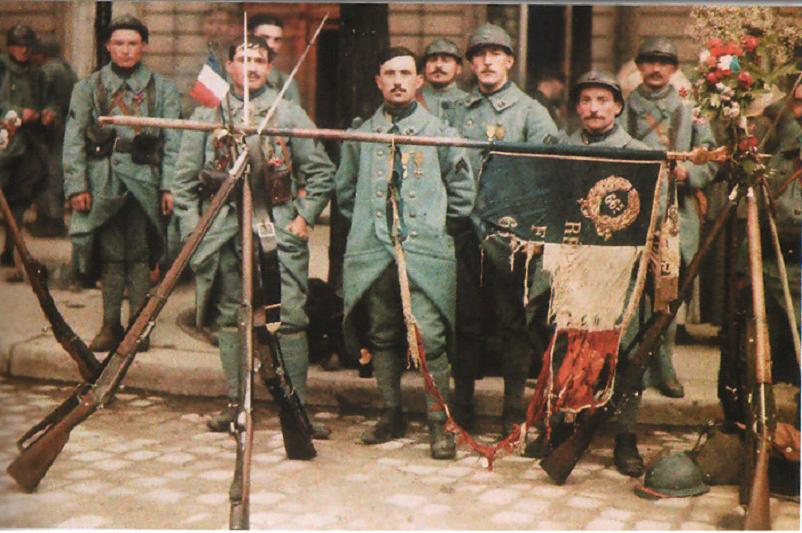
Léon Gimpel, Le commandant Tournassoud présentant le drapeau du 66e RI, 14 juillet 1917, autochrome.

À partir de 1914, et pendant toute la Première Guerre mondiale, Tournassoud réalise des centaines de clichés de personnalités militaires, de soldats sur le front ou à l’arrière. Grâce à ce travail, il est nommé en 1918 directeur du Service photographique et cinématographique de l'armée. Il achèvera sa carrière militaire en 1920 avec le grade de commandant.
Jean-Baptiste Tournassoud est le grand-père de la chanteuse Mick Micheyl. Il meurt à Montmerle le 5 janvier 1951, à l’âge de 84 ans.

## Distinctions
- Croix de guerre 1914-1918 avec deux palmes.
- Médaille interalliée de la Victoire (1919).
- Officier de la Légion d'honneur (1920)[4].
- Médaille du sauvetage.
- Médaille d'or des alliés.

## Livres de photographies publiés
- La guerre 1914-1919. 150 planches artistiques de la collection personnelle du commandant Tournassoud, préface de Philippe Pétain, Lyon, Argence & Vidal, 1920.
- Les Grands étalons de pur-sang de France, Nantes, imprimerie photographique A. Tainon, 1922 ; 70 photographies de Jean-Baptiste Tournassoud.
- École militaire d'artillerie Poitiers 1926-1927, 44 planches photographiques, Lyon,1926.
- Au pays Bressan. La Bresse et le folklore bressan, 40 illustrations en héliogravure, Groupe folklorique du Pays de Bresse, Bourg, sans date.
- L'album-photo de la Grande Guerre, préface de Philippe Garner, Paris et Bruxelles, Elsevier-Séquoia, 1978, 112 p.  (ISBN 2-8003-0316-6).

## Collections publiques
- Bourg-en-Bresse, Musée départemental des pays de l'Ain
- Chalon-sur-Saône, musée Nicéphore-Niépce.
- Ivry-sur-Seine, Établissement de communication et de production audiovisuelle de la Défense (ECPAD),  fort d'Ivry[5].
- Lyon, Institut Lumière.
- Paris, musée Clemenceau.
- Péronne, Historial de la Grande Guerre.

## Expositions

### Expositions personnelles
- 15 mai - 28 juin 1981 : Jean-Baptiste Tournassoud, Musée Nicéphore-Niépce, Chalon-sur-Saône.
- 31 décembre 1991 - 18 janvier 1992 : Jean-Baptiste Tournassoud : oeuvres photographiques, Archives départementales de l'Ain, Bourg-en-Bresse.
- 2016 : Jean-Baptiste Tournassoud (1866-1951) Un commandant photographe, Domaine des Planons, Saint-Cyr-sur-Menthon[2],[6].

### Expositions collectives
- 1950 : Société française de photographie et de cinématographie (SFPC), Paris.
- 1978 : 
  - Les autochromes Lumière et les premiers autochromistes, Fondation nationale de la photographie, Villa Lumière, Lyon.
  - 'Les Lumière et la couleur, Lyon, 75e anniversaire de la plaque autochrome.
- 1980 :
  - Les premiers autochromistes : Lumière, Arloing, Ducurtyl, Duprat et Tournassoud, Petit Palais, Paris.
  - Les Frères Lumière à l’aurore de la couleur, Fondation nationale de la photographie.